# Milton Mills
Milton Mills – jednostka osadnicza w Stanach Zjednoczonych, w stanie New Hampshire, w hrabstwie Strafford.